# Francisca Kramer
Francisca Kramer (Urk, 30 maart 1971) is een Nederlands schrijver en journalist, die regelmatig publiceert in Volkskrant Magazine.

## Biografie
Kramer groeide op op Urk. Na haar middelbareschooltijd vertrok ze voor een jaar naar de Verenigde Staten. Hierna studeerde ze een jaar Nederlands en Engels op de NHL Hogeschool in Groningen en volgde ze een studie informatieservices in Amsterdam, die ze in 1993 afrondde. Kramer werkte als freelance journaliste onder andere voor Opzij, Volkskrant Magazine, Elle en Marie Claire. In 2002 richtte ze haar eigen communicatiebureau op. In 2006 startte Kramer het tijdschrift Wit Wedding, dat zich richtte op trouwkoppels, waarvan ze zowel uitgever als hoofdredacteur werd.
Vanaf 2012 begon Kramer weer met het schrijven van artikelen, veelal over psychologische onderwerpen, voor onder andere Volkskrant Magazine, Psychologie Magazine en Flow. In 2014 besloot ze een studie psychologie te gaan volgen aan de Universiteit van Amsterdam, die ze in 2018 afrondde. Hierna ging zij werken als psychotherapeute, terwijl ze haar schrijfwerkzaamheden voortzette.
In 2017 verscheen het Psychologisch handboek voor de niet zo perfecte vrouw, waarvan Kramer co-auteur was.
Francisca Kramer heeft een relatie met voormalig huisarts en politicus Rob Oudkerk (*1955).